# Kaneohe
Kaneohe är en ort på ön Oahu i Honolulu County, Hawaii, USA med cirka 35 000 invånare (2000). Ortens namn är hawaiiska och betyder "bambuman". Namnet kommer av en uråldrig hawaiisk historia som handlar om en man och en kvinna som bodde på platsen, mannens fru jämförde sin makes grymhet med den skarpa änden av ett bambublad.
Kaneohe är den största orten längs med Kaneohebukten och en av de två största bostadsområdena på Oahus lovartssida (den andra är Kailua). Ortens kommersiella centrum ligger utspritt längs med Kamehameha Highway.
Orten var förr ett viktigt jordbrukscentrum, men är idag främst ett bostadsområde, och den enda gröda som odlas kommersiellt är banan.
Det finns tre golfbanor i Kaneohe: Pali Golf Course (öppen), Koʻolau Golf Club (privatägd men öppen för allmänheten) och Bayview Golf Park (privatägd men öppen för allmänheten).